# Edosa sacerdos
Edosa sacerdos är en fjärilsart som beskrevs av Walsingham 1885. Edosa sacerdos ingår i släktet Edosa och familjen äkta malar. Inga underarter finns listade i Catalogue of Life.